# Тијера Верд (Флорида)
Тијера Верд (енгл. Tierra Verde) насељено је место без административног статуса у америчкој савезној држави Флорида.

## Демографија
По попису из 2010. године број становника је 3.721, што је 147 (4,1%) становника више него 2000. године.
| Група             | 2000.         | 2010.         |
| Белци             | 3.329 (93,1%) | 3.432 (92,2%) |
| Афроамериканци    | 64 (1,8%)     | 42 (1,1%)     |
| Азијати           | 35 (1,0%)     | 52 (1,4%)     |
| Хиспаноамериканци | 122 (3,4%)    | 139 (3,7%)    |
| Укупно            | 3.574         | 3.721         |